# 石勝線

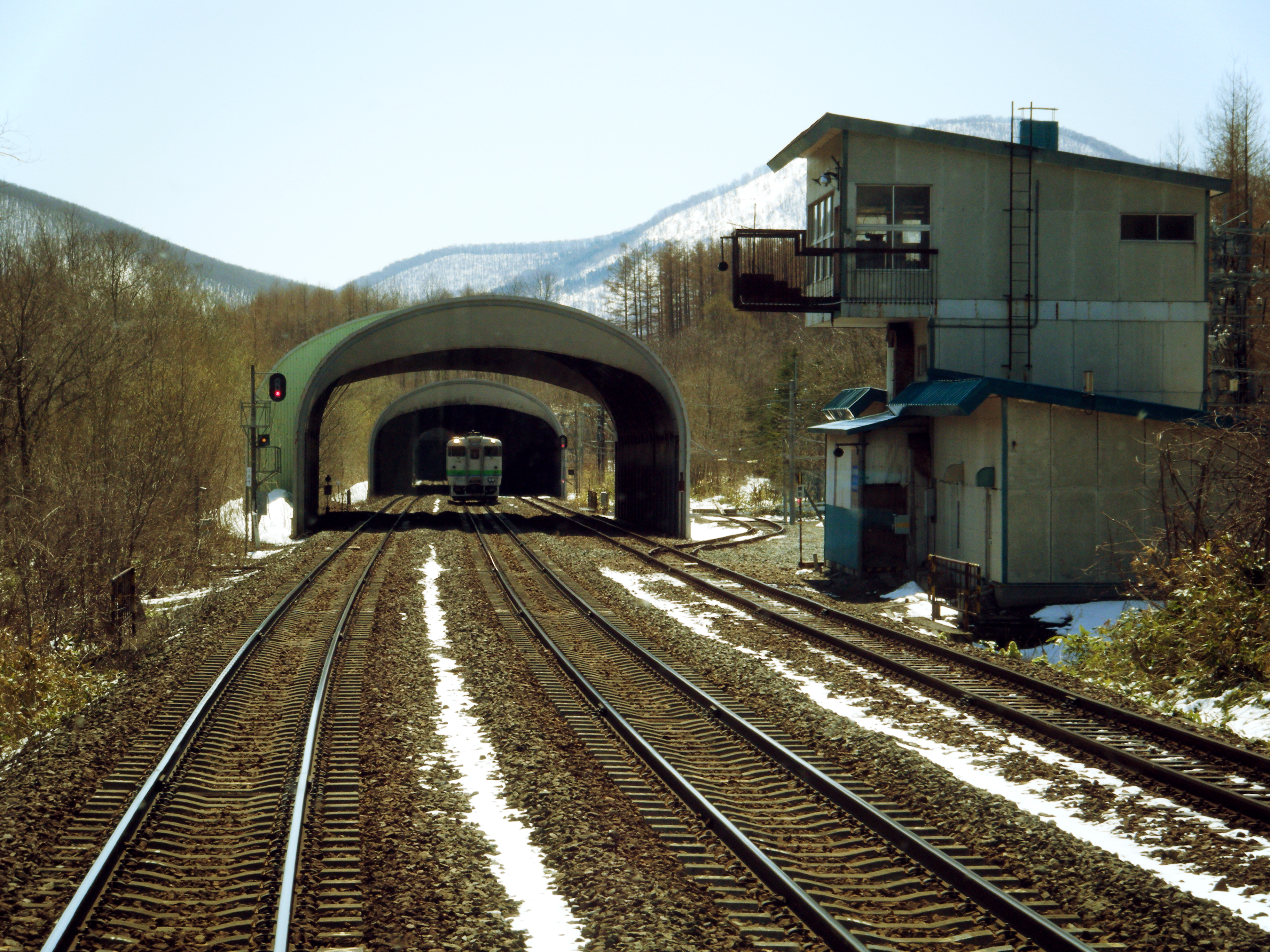
廣內號誌站

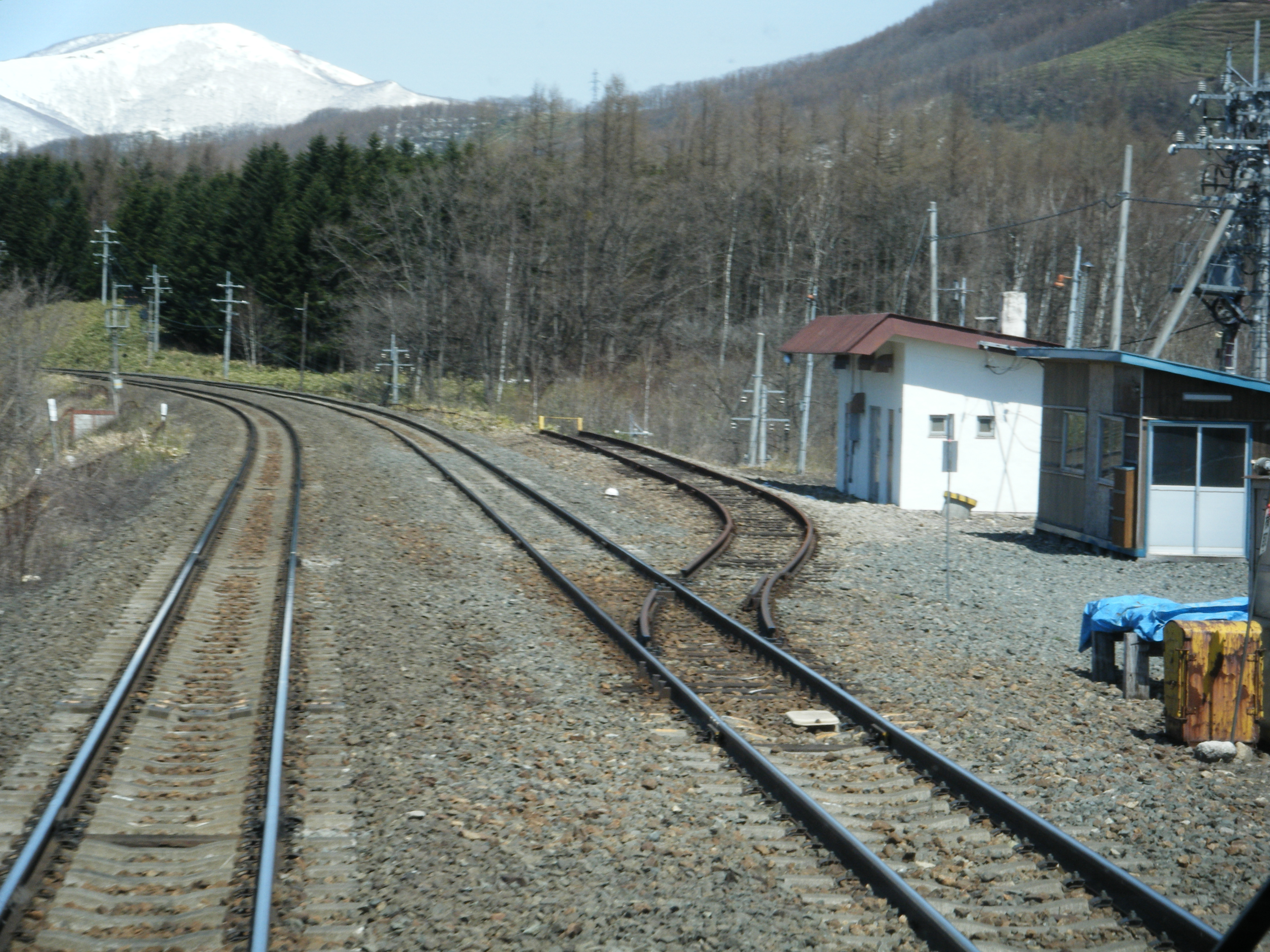
西新得號誌站

石勝線（日语：／ Sekishō sen */?）是一條北海道旅客鐵道（JR北海道）的鐵道路線（幹線），來往北海道千歲市的南千歲站起途經夕張市連結上川郡新得町的新得站。石代表石狩地區，勝代表十勝地區。

## 路線資料
- 管轄、路段（營業距離）：
  - 北海道旅客鐵道（第一種鐵道事業者）
    - 南千歲站－新得站間 132.4公里（上落合信號場－新得間23.9公里與根室本線重複）[1]
    - 新夕張站－夕張站間 16.1公里[1][報道 1]（2019年4月1日廢除）
      - 南千歲站－上落合信號場（構內除外）間與新夕張站－夕張站間由本社鐵道事業本部（日语：北海道旅客鉄道鉄道事業本部）、上落合信號場－新得站間由北海道旅客鐵道釧路支社（日语：北海道旅客鉄道釧路支社）管轄[注釋 1]。

  - 日本貨物鐵道（第二種鐵道事業者）
    - 南千歲站－上落合信號場間（108.3公里）
- 軌距：1,067毫米（窄軌）
- 站數：24個（包括起終點站與根室本線的重複路段的信號場）
  - 一般站：0個
  - 旅客站：7個
  - 貨物站：0個
  - 信號場：17個
    - 若只限屬於石勝線的車站，排除南千歲站（屬於千歲線[2]）、追分站（屬於室蘭本線[2]）、新得站與包括上落合信號場在內與根室本線的重複路段信號場（以上屬於根室本線[2]），旅客站有10個，信號場有13個。
- 複線路段：沒有（全線單線）
- 電氣化路段：沒有（全線非電氣化（日语：非電化））
- 閉塞方式：
  - 南千歲站－新得站間 單線自動閉塞式
  - 新夕張站－夕張站間 特殊自動閉塞式（軌道回路檢知式）

可交會站：本線的所有中途站都可交會。支線則包括終點的夕張站在內的路段都無法交會
- 最高速度（截至2014年8月30日）
  - 120公里/小時（南千歲站－新得站間）[報道 2][報道 3][報道 4]
  - 85公里/小時（新夕張站－夕張間·廢除）
- 最急坡度：12 ‰

## 歷史
石勝線前身夕張線為北海道煤礦鐵道為運送夕張煤田的煤礦於1892年鋪設，1906年因日俄战争實施鐵道國有化被收歸國有。1920年代通過夕張線縮短道央與道東之間鐵路距離的計畫便已提出。1961年夕張線開行準急列車，1968年升格為急行列車但於1972年廢止。
1966年石勝線動工，1981年由南千歲站到新得站的石勝線完工，夕張線新夕張 - 夕張併入石勝線，成為夕張支線。千歲線與石勝線成為札幌連接帶廣及釧路地區的優等列車路線。過去根室本線的優等列車需要從札幌沿函館本線北上，到達瀧川後再沿根室本線南下到新得，石勝線開業後沿千歲線及石勝線，成為前往道東地區較快速的路線。
然而相較於主線，夕張支線因為停止採煤、人口減少而衰落。2016年JR北海道提出廢止計畫，2018年夕張市與JR北海道達成夕張支線廢止協議，2019年4月1日夕張支線 (16.1公里)正式廢止。

### 年表
- 1892年（明治25年）11月1日 -  北海道煤礦鐵道追分 - 夕張間開始營業，於同區間新設立紅葉山、夕張兩個車站。
- 1893年（明治26年）8月1日 - 新設立川端車站。
- 1897年（明治30年）2月16日 - 新設立瀧之上、清水澤車站。
- 1901年（明治34年）12月1日 - 新設立鹿之谷車站。
- 1905年（明治38年）11月15日 - 新設立沼之澤貨運車站。
- 1906年（明治39年）10月1日 - 鐵道國有化，收購北海道煤礦鐵道，追分 - 夕張間成為官設線。
- 1907年（明治40年）5月16日 - 紅葉山 - 楓之間開始營業（只辦理貨運業務），同區間新設楓貨運處理所。
- 1909年（明治42年）
  - 7月1日 紅葉山 - 楓之間開始辦理旅客業務，楓貨運處理所變更為旅客車站。
  - 10月12日 追分 - 夕張之間和紅葉山 - 楓之間路線名稱決定為夕張線。
- 1910年（明治43年）8月16日 - 沼之澤貨運車站變更為旅客車站。
- 1916年（大正5年）7月11日 - 楓 - 登川之間延伸開業，同區間新設登川車站。
- 1936年（昭和11年）5月27日：狩勝線成為預定線。
- 1961年（昭和36年）1月15日 - 準急「夕張」開始行駛，每日2個往復班次，運行區間為札幌 - 岩見澤 - 夕張。
- 1962年（昭和37年）12月25日 - 新設立十三里、南清水澤車站。
- 1965年（昭和40年）3月1日 - 新設立東追分車站。
- 1966年（昭和41年）
  - 3月5日 - 準急「夕張」在夕張線內行駛模式比照普通列車。
  - 9月30日 - 根室本線落合 - 新得之間開始使用新路線，新設立上落合、新狩勝、廣内、西新得四座號誌站。
- 1968年（昭和43年）10月1日 - 「夕張」升格為急行列車。
- 1970年（昭和45年）10月1日 - 急行「夕張」廢止1個往復班次。
- 1972年（昭和47年）3月15日 - 廢止急行「夕張」。
- 1978年（昭和53年）5月1日 - 廢止鹿之谷 - 夕張之間貨運業務 (-3.4km)。
- 1981年（昭和56年）
  - 5月25日 - 廢止清水澤 - 鹿之谷之間 (-6.6km) 和紅葉山 - 登川之間 (-7.6km) 貨運業務。
  - 7月1日 - 廢止紅葉山 - 登川之間的路線 (-7.6km)，同區間廢止楓、登川車站。
  - 10月1日
    - 千歲空港 - 追分 (17.6km) 和新夕張 - 新得 (89.4km) 開始營業。
    - 千歲空港 - 新得之間和新夕張 - 夕張之間改稱為石勝線。
    - 新設立楓（2代）、占冠、石勝高原各車站以及駒里、西早來、瀧之下、長和、東長和、清風山、鬼峠、東占冠、瀧之澤、苫鵡、串內各號誌站（屬於根室本線的上落合、新狩勝、廣內、西新得號誌站之前已設立），另外，紅葉山車站改稱為新夕張車站。
- 1985年（昭和60年）10月13日 - 移設夕張車站，里程更動 (-1.3km)。
- 1986年（昭和61年）3月3日 - 廢止鬼峠號誌站。
- 1987年（昭和62年）
  - 2月1日 - 石勝高原車站改稱為苫鵡車站，苫鵡號誌站改稱為幌加號誌站。
  - 4月1日 - 國鐵分割民營化後由北海道旅客鐵道（第1種）、日本貨物鐵道（第2種，千歲空港 - 上落合號誌站、新夕張 - 清水澤）管轄。
- 1990年（平成2年）
  - 4月1日 - 日本貨物鐵道廢止新夕張 - 清水澤之間第二種鐵道事業 (-8.2km)。
  - 12月26日 - 再次移設夕張站，里程更動 (-0.8km)。
- 1992年（平成4年）7月1日 - 千歲空港車站改稱為南千歲車站。
- 2004年（平成16年）
  - 3月7日 - 撤收清水澤站內的會車設備。自此北海道境內腕木式信號機與電氣路牌閉塞方式走入歷史。
  - 3月13日 - 楓車站降格為號誌站。
- 2007年（平成19年）10月1日 - 全線實施車站編號制。
- 2011年（平成23年）5月27日 - 一列開往札幌站的超級大空號列車在占冠站與夕張站之間的隧道出軌並起濃煙，造成39人受傷住院[5]。
- 2012年（平成24年）2月16日 - 一列前往札幌的貨物列車在新追方站出軌，事件中沒有人受傷，但造成16輛列車其中5輛出軌[6]。
- 2016年（平成28年）
  - 3月26日 - 東追分車站、十三里車站降格為信號場（東追分信號場、十三里信號場）。同時減少全線的普通列車數量。
  - 8月8日 - 夕張市允許有條件下廢除新夕張車站 - 夕張車站路段（夕張支線）[7]。
  - 8月17日 - JR北海道發表將會停止新夕張車站 - 夕張車站路段（夕張支線）的鐵道事業[7]。
  - 8月25日 - 由於受到颱風蒲公英的降雨影響，幌加號誌站路軌旁的填土受損。特急及貨物列車部份受到影響。
  - 8月29日 - 營運恢復正常。
  - 8月31日 - 由於受到颱風獅子山的降雨影響，苫鵡車站及新得車站的道床受損，多條橋樑的路軌或枕木亦出現流失。因此，新夕張車站 - 新得車站路段暫時封閉，特急列車亦停駛[8]。
  - 9月8日 - 新夕張車站 - 苫鵡車站恢復營運，其餘路段則安排替代巴士。
  - 12月22日 - 全線恢復營運。特急列車恢復行駛。
- 2018年（平成30年）3月23日 - JR北海道與夕張市達成協議，將會廢除夕張支線（新夕張－夕張段）的鐵道業務。JR北海道會向夕張市支付約7.5億日元以重組可持續的交通體系，並將南清水澤地區部份土地經整備後轉移至夕張市。
- 2019年4月1日 - 夕張支線（新夕張－夕張段）廢止。[4]
- 2024年3月16日-泷之上站廢除。

## 運轉型態

### 廣域運輸
連結札幌站 - 帶廣車站、釧路車站路線的一環，以下例舉行駛於石勝線內班次較多的特急列車。另外，1997年石勝線完成高速化後，擺式柴聯車Kiha283系與Kiha261系最高速度可達130km/h。札幌 - 帶廣之間年旅客量約200萬人，於北海道內排名第三，僅次札幌 - 旭川之間、札幌 - 函館之間。
列車名
- 超級大空　（札幌 - 釧路）1日6個往復班次
- 十勝（札幌 - 帶廣）1日5個往復班次

※ 以2024年3月12日為基準

### 區域運輸
過去有千歲線千歲站與夕張站之間的普通列車，由Kiha40系擔任普通列車，發車間隔約2 - 4小時，但在2019年夕張支線廢止後，行駛區間縮短為「千歲站→追分站→(新夕張站)」，設定每日6往復。追分車站 - 新夕張車站區間內的東追分站與十三里站曾有部分普通列車停靠，但此兩站均因客量稀疏，已於2016年3月26日廢站，降格為信號場。另外原有1班室蘭本線直通列車 (糸井 - 夕張)，也於2016年3月26日廢止。
新夕張車站 - 新得車站之間於營業當初就未設有普通列車。由於區間全是行駛特急列車，因此允許旅客來往區間內的車站可以不收取特急費即可搭乘特級列車內的自由座。

### 貨物運輸
石勝線未設貨運車站，不過帶廣貨物站、釧路貨物站與札幌貨物總站之間，以及帶廣貨運站發車開往本州的貨物列車會行經此線（從本州發車開往追分站的貨物列車則行經室蘭本線）。

## 車站列表
所有車站都位於北海道內
- 停靠站
  - 普通…南千歲站－新夕張站間停靠的所有旅客站。新夕張站－新得站間沒有普通列車運行。
  - 特急…參見「十勝」「大空」
- 所有車站、信號場都可進行列車交會

| 車站編號 | 中文站名     | 日文站名 | 英文站名 | 站間營業距離 | 累計營業距離 | 接續路線、備註                             | 所在地   | 所在地 | 所在地     |
| -------- | ------------ | -------- | -------- | ------------ | ------------ | ------------------------------------------ | -------- | ------ | ---------- |
| H14      | 南千歲       |          |          | -            | 0.0          | 北海道旅客鐵道：千歲線、機場線             | 石狩管內 | 千歲市 | 千歲市     |
|          | 駒里信號場   |          | /        | -            | 5.4          |                                            | 石狩管內 | 千歲市 | 千歲市     |
|          | 西早來信號場 |          | /        | -            | 11.7         |                                            | 膽振管內 | 勇拂郡 | 安平町     |
| K15      | 追分         |          |          | 17.6         | 17.6         | 北海道旅客鐵道：室蘭本線                   | 膽振管內 | 勇拂郡 | 安平町     |
|          | 東追分信號場 |          | /        | -            | 21.6         |                                            | 膽振管內 | 勇拂郡 | 安平町     |
| K17      | 川端         |          |          | 9.4          | 27.0         |                                            | 空知管內 | 夕張郡 | 由仁町     |
|          | 瀧之下信號場 |          | /        | -            | 30.3         |                                            | 空知管內 | 夕張郡 | 栗山町     |
|          | 瀧之上信號場 |          | /        | -            | 35.8         |                                            | 空知管內 | 夕張市 | 夕張市     |
|          | 十三里信號場 |          | /        | -            | 40.2         |                                            | 空知管內 | 夕張市 | 夕張市     |
| K20      | 新夕張       |          |          | 16.0         | 43.0         |                                            | 空知管內 | 夕張市 | 夕張市     |
|          | 楓信號場     |          | /        | -            | 48.7         |                                            | 空知管內 | 夕張市 | 夕張市     |
|          | 長和信號場   |          | /        | -            | 55.7         |                                            | 膽振管內 | 勇拂郡 | 鵡川町     |
|          | 東長和信號場 |          | /        | -            | 59.6         |                                            | 膽振管內 | 勇拂郡 | 鵡川町     |
|          | 清風山信號場 |          | /        | -            | 67.3         |                                            | 上川管內 | 勇拂郡 | 占冠村     |
| K21      | 占冠         |          |          | 34.3         | 77.3         |                                            | 上川管內 | 勇拂郡 | 占冠村     |
|          | 東占冠信號場 |          | /        | -            | 81.3         |                                            | 上川管內 | 勇拂郡 | 占冠村     |
|          | 瀧之澤信號場 |          | /        | -            | 85.7         |                                            | 上川管內 | 勇拂郡 | 占冠村     |
|          | 幌加信號場   |          | /        | -            | 92.6         |                                            | 上川管內 | 勇拂郡 | 占冠村     |
| K22      | 苫鵡         |          |          | 21.3         | 98.6         |                                            | 上川管內 | 勇拂郡 | 占冠村     |
|          | 串內信號場   |          | /        | -            | 104.2        |                                            | 上川管內 | 空知郡 | 南富良野町 |
|          | 上落合信號場 |          | /        | -            | 108.3        | （根室本線與石勝線的實際的接續點）         | 上川管內 | 空知郡 | 南富良野町 |
|          | 新狩勝信號場 |          | /        | -            | 113.9        |                                            | 十勝管內 | 上川郡 | 新得町     |
|          | 廣內信號場   |          | /        | -            | 120.1        |                                            | 十勝管內 | 上川郡 | 新得町     |
|          | 西新得信號場 |          | /        | -            | 125.6        |                                            | 十勝管內 | 上川郡 | 新得町     |
| K23      | 新得         |          |          | 33.8         | 132.4        | 北海道旅客鐵道：根室本線（營業上的接續點） | 十勝管內 | 上川郡 | 新得町     |

- 上落合信號場－新得站間與根室本線重複

1. ↑  1965年3月1日－2016年3月25日是東追分站。
2. ↑  1962年12月25日－2016年3月25日是十三里站。
3. ↑  1981年10月1日－2004年3月12日是楓站 (III)。

### 廢除路段

#### 登川支線
- 接續路線的公司名稱、路線名稱是該路段廢除時為準。所有車站都位於北海道（空知管內）夕張市。

| 中文站名 | 日文站名 | 英文站名 | 站間營業距離 | 累計營業距離 | 接續路線                     |
| -------- | -------- | -------- | ------------ | ------------ | ---------------------------- |
| 紅葉山   |          |          | -            | 0.0          | 日本國有鐵道：夕張線（本線） |
| 楓       |          |          | 4.5          | 4.5          |                              |
| 登川     |          |          | 3.1          | 7.6          |                              |

廢除後紅葉山起至楓－登川地區邊界可使用國道274號（三川國道）。作為代替交通機關則是夕鐵巴士。

#### 夕張支線
- 所有列車都是普通列車（停靠所有車站）
- 除新夕張站以外無法進行列車交會
- 所有車站都位於北海道（空知管內）夕張市內

| 車站編號 | 中文站名 | 日文站名 | 英文站名 | 站間營業距離 | 累計營業距離 | 接續路線               |
| -------- | -------- | -------- | -------- | ------------ | ------------ | ---------------------- |
| K20      | 新夕張   |          |          | -            | 0.0          | 北海道旅客鐵道：石勝線 |
| Y21      | 沼之澤   |          |          | 2.7          | 2.7          |                        |
| Y22      | 南清水澤 |          |          | 4.0          | 6.7          |                        |
| Y23      | 清水澤   |          |          | 1.5          | 8.2          |                        |
| Y24      | 鹿之谷   |          |          | 6.6          | 14.8         |                        |
| Y25      | 夕張     |          |          | 1.3          | 16.1         |                        |

### 曾經是旅客站的信號場
- 東追分信號場：舊、東追分站（K16）。2016年（平成28年）3月26日停止客運[報道 5][新聞 1]。
- 十三里信號場：舊、十三里站（K19）。2016年（平成28年）3月26日停止客運[報道 5][新聞 1]。
- 楓信號場：舊、楓站（3代）。2004年（平成16年）3月13日停止客運[報道 6][新聞 2]。

### 廢站、廢除信號場
廢除路段內除外。（）內是南千歲站起計的營業距離。
- 鬼峠信號場：1986年（昭和61年）3月3日廢除[9]。清風山信號場－占冠站間（72.5公里）
- 泷之上：2024年（令和6年）3月16日廢除。

### 過去的接續路線
夕張地域的炭礦產出較多，分岔出石炭的輸送為目的的私鐵、專用鐵道，現在已經全部廢除。
- 沼之澤站：北海道炭礦汽船真谷地炭礦專用鐵道（日语：北海道炭礦汽船真谷地炭鉱専用鉄道） - 1987年（昭和62年）10月13日廢除。
- 清水澤站：三菱石炭礦業（日语：三菱石炭鉱業）大夕張鐵道線（日语：三菱石炭鉱業大夕張鉄道線） - 1987年（昭和62年）7月22日廢除。
- 鹿之谷站：北海道炭礦汽船夕張鐵道線（日语：北海道炭礦汽船夕張鉄道線） - 1975年（昭和50年）4月1日廢除。

### 來源
1. 1 2  『歴史でめぐる鉄道全路線 国鉄・JR』24号 5頁
2. 1 2 3  『停車場変遷大事典 国鉄・JR編』 I
3. ↑   (PDF). JR北海道. 2016-11-18  [2017-06-10]. （原始内容 (PDF)存档于2016-11-18） （日语）.
4. 1 2   (PDF) (新闻稿). 北海道旅客鉄道. 2018-03-26  [2022-12-29]. （原始内容存档 (PDF)于2018-12-23） （日语）.
5. ↑  . 朝日電視台. 2011-05-28  [2011-05-28]. （原始内容存档于2011-05-31） （日语）.
6. ↑  鐵道事故調查報告 RA2013-1 日本貨物鐵道株式會社 石勝線 東追分站內 列車出軌事故PDF - 運輸安全委員會 2013年2月22日發表
7. 1 2   (PDF). JR北海道. 2016-08-17  [2017-06-29]. （原始内容 (PDF)存档于2016-08-17） （日语）.
8. ↑   (PDF). JR北海道. 2016-09-02  [2017-06-29]. （原始内容 (PDF)存档于2016-09-02） （日语）.
9. ↑  『歴史でめぐる鉄道全路線 国鉄・JR』24号 14-15頁

### 報道發表資料
1. 1 2 3   (PDF) (新闻稿). 北海道旅客鉄道. 2016-08-17  [2016-08-17]. （原始内容 (PDF)存档于2016-08-17） （日语）.
2. ↑   (PDF) (新闻稿). 北海道旅客鉄道. 2013-09-04  [2013-09-21]. （原始内容 (PDF)存档于2013-09-21） （日语）.
3. ↑   (PDF) (新闻稿). 北海道旅客鉄道. 2013-09-20  [2013-09-21]. （原始内容 (PDF)存档于2013-09-21） （日语）.
4. ↑   (PDF) (新闻稿). 北海道旅客鉄道. 2014-07-04  [2014-07-14]. （原始内容 (PDF)存档于2014-07-14） （日语）.
5. 1 2   (PDF) (新闻稿). 北海道旅客鉄道. 2015-12-18  [2015-12-18]. （原始内容存档 (PDF)于2015-12-18） （日语）.
6. ↑   (PDF) (新闻稿). 北海道旅客鉄道. 2003-12-26  [2003-12-31]. （原始内容存档 (PDF)于2003-12-31） （日语）.

### 新聞記事
1. 1 2  . 北海道新聞 (北海道新聞社). 2016-03-14 （日语）.
2. ↑  . 北海道新聞 (北海道新聞社). フォト北海道（道新写真データベース）. 2004-03-12  [2016-01-05]. （原始内容存档于2016-01-05） （日语）.

## 延伸閱讀

### 資料
- 下巻. 日本国有鉄道北海道総局（編集・発行）. 1981-03: 67-68.

### 書籍
- 石野哲（編集長）. . JTBパブリッシング. 1998-09-19. ISBN 978-4-533-02980-6. ISBN 4-533-02980-9.
- 田中和夫（監修）. . 上巻 国鉄・JR線. 北海道新聞社（編集）. 2002-07-15: 46–83頁・311–319頁. ISBN 978-4-89453-220-5. ISBN 4-89453-220-4.
- 今尾惠介（監修）.  1号・北海道. 新潮社. 2008-05-17. ISBN 978-4-10-790019-7.
- 今尾惠介・原武史（監修）. 日本鉄道旅行地図帳編集部（編集） , 编. . 新潮「旅」ムック 1号・北海道. 新潮社. 2010-05-18. ISBN 978-4-10-790035-7. ISBN 4-10-790035-5.

### 雜誌
- 北海道夕張郡登川村（編）. 登川村勢一斑 (夕張郡登川村) http://dl.ndl.go.jp/info:ndljp/pid/932619/42. 1915  [2022-11-29]. （原始内容存档于2022-04-17）. 缺少或|title=为空 (帮助)
- 鉄道ジャーナル社. 鉄道ジャーナル (成美堂出版). 1987-04-01, 21 (第5号（通巻245号、1987年4月号）): 103. 缺少或|title=为空 (帮助)
- 鉄道ファン (交友社). 1995-08-01, 35 (第8号（通巻412号、1995年8月号）): 56頁、67頁. 缺少或|title=为空 (帮助)
- 曽根悟（監修）. 朝日新聞出版分冊百科編集部（編集） , 编. . 週刊朝日百科. 24号 石勝線・千歳線・札沼線. 朝日新聞出版. 2009-12-27.